# Zygmunt Skrętowicz
Zygmunt Skrętowicz (ur. 25 października 1902 we wsi Kuropatniki, zm. 24 grudnia 1971 w Worowie) – rzeźbiarz ludowy od sierpnia 1945 związany z ziemią łobeską, gdzie od 1954 zawodowo rzeźbił. 
Miał swoje wystawy w Łobeskim Domu Kultury i organizowano mu tutaj warsztaty szkolne na których uczył łobeskie dzieci swojego rozumienia sztuki ludowej, może naiwnej i prymitywnej, ale łobeskiej. W latach 70. uznawany był za jednego z najbardziej utalentowanych, wybitnych i najczęściej nagradzanych polskich rzeźbiarzy ludowych (inni wybitni to np: Leon Kudła, Władysław Chajo, Józef Piłat, Jan Lamęcki, Wincenty Krajewski, Józef Janas, Adam Zegadło, Józef Lurka, Karol Wójciak „Heródek", Edward Kołacz i Stanisław Roślik (wspólna wystawa z Zygmuntem Skrętowiczem w ŁDK w Łobzie (według - Zbigniew Harbuz)), miał wiele wystaw krajowych i zagranicznych. Prace Zygmunta Skrętowicza znajdują się w polskich muzeach (Warszawa, Szczecin) i w rękach osób prywatnych (np. Wiktor Zin, Wojciech Siemion, szach Iranu), a kolekcjonerzy zachodni organizują mu indywidualne wystawy w Kazimierzu Dolnym, Olsztynie, Szczecinie, w Salonie Przyjaciół  Sztuk Pięknych w Warszawie. Najbardziej znane prace autora to cykl Oświęcim, Bełżec, Potop i Bukiety. W roku 1969 Poczta Polska wtemituje znaczek z rzeźbą „Kataryniarz” Zygmunta Skrętowicza (za 7+1,50 zł) w serii „Ludowi twórcy”.
Został pochowany w Łobzie.